# Lech Majewski
Lech Majewski, född 30 augusti 1953 i Katowice, är en polsk film- och teaterregissör, författare och målare. Majewski har studerat vid Krakóws konsthögskola och examinerades från Filmskolan i Łodz 1977. Han långfilmsdebuterade 1980 med Rycerz. År 1981 flyttade han till England och strax därefter till Förenta staterna. Senare flyttade han till Venedig. Han har rört sig fritt mellan länderna och fortsatt göra polsk, engelsk och amerikansk film. Majewskis verk utmärker sig bland annat med ett stort intresse för konsthistorien. Återkommande har de också innehållit motiv ur esoteriska metafysiska traditioner.

## Filmer i urval
- "Zwiastowanie" i Zapowiedź ciszy (1978)
- Rycerz (1980)
- Flight of the Spruce Goose (1985)
- Prisoner of Rio (1988)
- Gospel According to Harry (1993)
- Basquiat – den svarte rebellen (Basquiat) (1996) - enbart manus och produktion
- Pokój saren (1997)
- Wojaczek (1999)
- Angelus (2000)
- The Garden of Earthly Delights (2003)
- Glass Lips (2007)
- Młyn i krzyż (2011)